# Ла-Ферія-Норт (Техас)
Ла-Ферія-Норт (англ. La Feria North) — переписна місцевість (CDP) в США, в окрузі Камерон штату Техас. Населення — 225 осіб (2020).

## Географія
Ла-Ферія-Норт розташована за координатами 26°10′44″ пн. ш. 97°49′20″ зх. д. / 26.17889° пн. ш. 97.82222° зх. д. (26.178865, -97.822195).  За даними Бюро перепису населення США в 2010 році переписна місцевість мала площу 2,90 км², з яких 2,77 км² — суходіл та 0,13 км² — водойми. В 2017 році площа становила 3,09 км², з яких 2,96 км² — суходіл та 0,13 км² — водойми.

## Демографія
Згідно з переписом 2010 року, у переписній місцевості мешкало 212 осіб у 55 домогосподарствах у складі 47 родин. Густота населення становила 73 особи/км².  Було 57 помешкань (20/км²).
Расовий склад населення:
| - 91,5 % — білих |

До двох чи більше рас належало 8,5 %. Частка іспаномовних становила 70,8 % від усіх жителів.
За віковим діапазоном населення розподілялося таким чином: 30,7 % — особи молодші 18 років, 56,6 % — особи у віці 18—64 років, 12,7 % — особи у віці 65 років та старші. Медіана віку мешканця становила 34,5 року. На 100 осіб жіночої статі у переписній місцевості припадало 103,8 чоловіків;  на 100 жінок у віці від 18 років та старших — 101,4 чоловіків також старших 18 років.
Цивільне працевлаштоване населення становило 62 особи. Основні галузі зайнятості: публічна адміністрація — 71,0 %, оптова торгівля — 29,0 %.